# 扁咽齿鱼
扁咽齿鱼（学名：Platypharodon extremus）为輻鰭魚綱鯉形目鲤科扁咽齿鱼属的鱼类，俗名鳇鱼、小嘴鱼、小嘴巴鱼、草(地)鱼，是黄河的主要經濟魚類之一，分布于黄河上游及湖泊等。本魚體色土黃色背面與上側面，腹鰭與臀鰭淡黃色、背鰭與尾鰭鰭灰藍色。吻鈍圓，身體裸露，側線鱗片陰暗，尾柄短，體長可達60公分，可做為食用魚。
極邊扁咽齒魚曾是黃河上游的優勢種群，生活在海拔3000米以上黃河上游寬谷河段。這種魚能生長至10公斤以上，由於過度捕撈和生態環境惡化，逐漸稀少被列入《中國瀕危動物紅皮書：魚類》，一度甚至被認為已滅絕。
高原裂腹魚類專家曹文宣院士表示：「以極邊扁咽齒魚為代表的黃河上游特有魚類的不飽和脂肪酸含量高，有較好的食用價值和藥用價值。...不僅要保護和恢復黃河上游魚類資源和水域生態，還要進一步探索規模化養殖技術，發展成為甘肅的特色產業。」

## 扩展阅读
維基物種上的相關：扁咽齿鱼
- 黄河土著鱼类列表